# Premi Anagrama d'Assaig
El Premio Anagrama d'Assaig és concedit anualment a Barcelona per l'Editorial Anagrama a un assaig inèdit en llengua castellana, distingint també a un finalista. En les bases del premi s'esmenta expressament que el tema serà lliure, però el jurat preferirà els treballs d'imaginació crítica als de caràcter erudit o estríctamente científic. Creat en 1973, pren el seu nom de l'Editorial Anagrama, que edita els llibres premiats. La dotació en 2007 és de 8.000 euros i publicació per al guanyador, i publicació per al finalista. Es lliura el març de l'any següent a la seva convocatòria.

## Llista d'autors i llibres premiats
- 1973: Xavier Rubert de Ventós, La estética y sus herejías
- 1974: Sebastià Serrano, Elementos de lingüística matemática
- 1975: Eugenio Trías Sagnier, El artista y la ciudad[1]
- 1976: Enrique Gil Calvo,  Lógica de la libertad
- 1978: Jordi Llovet, Por una estética egoista. Esquizosemia
- 1980: Pere Gimferrer, Lecturas de Octavio Paz
- 1981: Juan García Ponce, La errancia sin fin: Musil, Borges, Klossowski.
- 1982: Fernando Savater, Invitación a la ética
- 1983: Luis Racionero, Del paro al ocio
- 1984: Antonio Elorza, La razón y la sombra. Una lectura política de Ortega y Gasset.
- 1985: Ángel López García, El rumor de los desarraigados. Conflicto de lenguas en la península ibérica.
- 1986: Joaquim Lleixà, Cien años de militarismo en España.
- 1987: Carmen Martín Gaite, Usos amorosos de la postguerra española.
- 1988: Carme Riera, La Escuela de Barcelona.
- 1989: Víctor Gómez Pin, Filosofía. El saber del esclavo.
- 1990: Josep M. Colomer, El arte de la manipulación política.
- 1991: Antonio Escohotado, El espíritu de la comedia
- 1992: José Antonio Marina, Elogio y refutación del ingenio.
- 1993: Soledad Puértolas, La vida oculta
- 1994: Miguel Morey, Deseo de ser piel roja. Novela familiar
- 1995: Javier Echeverría, Cosmopolitas domésticos
- 1996: Vicente Verdú, El planeta americano
- 1997: Norbert Bilbeny, La revolución en la ética. Hábitos y creencias en la sociedad digital.
- 1998: Alejandro Gándara, Las primeras palabras de la creación.
- 1999: Manuel Delgado, El animal público. Hacia una antropología de los espacios urbanos.
- 2000: Carlos Monsiváis, Aires de familia. Cultura y sociedad en América Latina.
- 2001: Nora Catelli, Testimonios tangibles. Pasión y extinción de la lectura en la narrativa moderna.
- 2002: Vicenç Navarro, Bienestar insuficiente, democracia incompleta.
- 2003: Josep Casals, Afinidades vienesas. Sujeto, lenguaje, arte.
- 2004: Jordi Gracia, La resistencia silenciosa. Fascismo y cultura en España.
- 2005 - Manuel Cruz Rodríguez per Las malas pasadas del pasado (ISBN 978-84-339-6223-2).
- 2006 - Rafael Rojas per Tumbas sin sosiego (ISBN 978-84-339-6240-9). Finalista: Pere Saborit, Vidas adosadas (ISBN 978-84-339-6241-6).
- 2007 - Andrés Barba i Javier Montes per La ceremonia del porno. Finalista: Antoni Martí Monterde, Poética del Café.
- 2008 - Gustavo Guerrero per Historia de un encargo: "La catira" de Camilo José Cela. Finalista: Andreu Domingo, Descenso literario a los infiernos demográficos.
- 2009 - Jesús Ferrero per Las experiencias del deseo. Eros y misos.. Finalista: Agustín Fernández Mallo, Postpoesía. Hacia un nuevo paradigma..
- 2010 - Eloy Fernández Porta per €®O$. La superproducción de los afectos.. Finalista: Beatriz Preciado, Pornotopía. Arquitectura y sexualidad en «Playboy» durante la guerra fría..
- 2011 - Vicente Serrano per La herida de Spinoza. Finalista: Jorge Fernández, Filosofía zombi.
- 2012 - José Ovejero per La ética de la crueldad. Finalista: Graciela Speranza, Atlas portátil de América Latina: arte y ficciones errantes.
- 2013 - Luis Goytisolo per Naturaleza de la novela. Finalista: Jorge Carrión, Publirreportaje: Librerías con encanto.
- 2014 - Sergio González Rodríguez per Campo de guerra. Finalista: Luigi Amara, Historia descabellada de la peluca[2]
- 2015 - Patricia Soley-Beltran per ¡Divinas! Modelos, poder y mentiras
- 2016 - José Luis Pardo per Estudios del malestar. Políticas de la autenticidad en las sociedades contemporáneas
- 2017 - Remedios Zafra per El entusiasmo. Precariedad y trabajo creativo en la era digital
- 2018 - Dardo Scavino per El sueño de los mártires
- 2019 - Daniel Gamper per Las mejores palabras
- 2020 - Pau Luque per Las cosas como son y otras fantasías[3]
- 2021 - Enrique Díaz Álvarez per La palabra que aparece. El testimonio como acto de supervivencia
- 2022 - Josep Maria Fradera per Antes del antiimperialismo. Genealogía y límites de una tradición humanitaria
- 2023 - Nadal Suau per Curar la piel. Ensayo en torno al tatuaje